# Paul Samson
Paul Samson (Inglaterra, 4 de junio de 1953 - Norfolk, Inglaterra, 9 de agosto de 2002) fue un guitarrista de la New Wave Of British Heavy Metal.
Después de un tiempo en bastantes grupos no famosos, Samson formó en 1978 una banda epónima, Samson, en la que él ponía la voz y la guitarra mientras que Chris Aylmer tocaba el bajo y Clive Burr la batería. El grupo tuvo varios cambios de formación a lo largo de su historia hasta que se separaron a finales de los años 1980.
Paul pasó los siguientes años en varios proyectos, tanto en solitario como en grupos, incluyendo varias reformaciones temporales de Samson. También trabajó como productor discográfico y como guitarrista de blues durante su estancia de un año en Chicago.
En el año 2002 murió de cáncer mientras grababa un nuevo disco de Samson con Nicky Moore.